# Blars
Blars – miejscowość i gmina we Francji, w regionie Oksytania, w departamencie Lot.
Według danych na rok 1990 gminę zamieszkiwało 138 osób, a gęstość zaludnienia wynosiła 5 osób/km² (wśród 3020 gmin regionu Midi-Pireneje Blars plasuje się na 925. miejscu pod względem liczby ludności, natomiast pod względem powierzchni na miejscu 349.).